# TuS Hessisch Oldendorf
Der TuS Hessisch Oldendorf (offiziell: Turn- und Sportverein Hessisch Oldendorf von 1928 e. V.) war ein Fußballverein aus Hessisch Oldendorf in Niedersachsen, der seine Glanzzeiten von 1982 bis 1985 in der drittklassigen Oberliga Nord hatte. Der Verein besteht heute nur noch aus einer Herrenmannschaft. Im Jahre 2012 gelang der Aufstieg in die achtklassige Kreisliga Hameln-Pyrmont. 2015 musste aufgrund stark sinkender Einnahmen ein Insolvenzantrag gestellt werden.

## Geschichte

### Die sportlichen Anfänge und erste Erfolge
Der Turn- und Sportverein Hessisch Oldendorf ging im Sommer 1928 aus der Fußballabteilung des 1902 gegründeten Turnvereins Jahn hervor. Anfangs nannte sich der Verein noch Sport Club Grün-Weiß von 1928. Nach dem Zweiten Weltkrieg wurde ein geregelter Spielbetrieb in den Jahren 1946/47 wieder aufgenommen. 1950 wurde man in der Kreisliga Grafschaft Schaumburg Meister und stieg in die Bezirksliga auf. Zu der damaligen Mannschaft gehörten auch einige Briten, die in der Kaserne im nahegelegenen Hameln stationiert waren. 1958 gewann das Team durch einen 1:0-Erfolg über Borussia Hannover den Bezirkspokal. Am 22. November wurde das neue Stadion am Barksener Weg eröffnet. Nach diesem beachtlichen Leistungen war die sportliche Entwicklung des Vereins allerdings stark rückläufig und erreichte mit dem Abstieg in die 2. Kreisklasse in der Saison 1968/69 ihren Tiefpunkt.

### Die goldenen 1970er und 1980er Jahre
Mit dem Einstieg von Siegfried Gottwald in der Saison 1970/71, der den Verein als Mäzen und Präsident finanziell unterstützte, ging es stetig bergauf. In der Spielzeit 1973/74 spielt die erste Mannschaft wieder in der Bezirksliga. Am 29. Juli 1973 fand ein Freundschaftsspiel gegen den damaligen jugoslawischen Meister Roter Stern Belgrad statt, welches, trotz des Einsatzes dreier A-Nationalspieler auf Belgrader Seite, nur knapp vor etwa 2500 Zuschauern mit 2:0 verloren wurde. 1975/76 erfolgte der Aufstieg in die Verbandsliga Süd. Vor Saisonbeginn fanden unter anderem Freundschaftsspiele gegen damaligen Erstligisten Eintracht Braunschweig mit Trainer Branko Zebec sowie gegen die früheren belgischen Erstdivisionäre von Racing Club Mechelen statt.
| Saison  | Platz     | Spiele | Tore  | Punkte |
| ------- | --------- | ------ | ----- | ------ |
| 1982/83 | 11. Platz | 34     | 40:49 | 30:38  |
| 1983/84 | 10. Platz | 34     | 42:44 | 32:36  |
| 1984/85 | 18. Platz | 34     | 33:77 | 15:53  |

In der folgenden Saison erhielt die damalige Spielstätte den noch heute gültigen Namen „Waldstation“. Ein Freundschaftsspiel gegen den Erstligisten Borussia Dortmund mit Trainer Otto Rehhagel konnte vor fast 4000 Zuschauern mit 1:0 gewonnen werden. Am 15. Juni 1977 gewann man den Niedersachsenpokal durch einen 3:1-Erfolg gegen den TSV Verden und war somit im DFB-Pokal 1978/79 vertreten, wo man in der ersten Hauptrunde Westfalia Herne mit 0:4 unterlag. In der gleichen Spielzeit gelang der Aufstieg in die Landesliga, der zweithöchsten Amateurklasse. Im Rahmen der Jubiläumsfeier zum 50-jährigen Vereinsbestehen fand am 15. Juli 1978 ein Freundschaftsspiel gegen den Bundesligisten Arminia Bielefeld statt.
Den bislang sportlichen Höhepunkt in der Vereinsgeschichte erreichte die Mannschaft durch den Aufstieg in die Oberliga Nord im Jahr 1982, in der man sich bis 1985 halten konnte. Zu der damaligen Mannschaft gehörte auch der ehemalige Stürmer Klaus Wunder, der von 1974 bis 1975 beim FC Bayern München unter Vertrag stand. Des Weiteren standen ebenfalls der spätere Zweitligatorhüter des TSV Havelse Holm Mauritz oder der in den 1960er Jahren für SV Arminia Hannover spielende Günter Blume als Trainer in den Reihen des Vereins. In der ewigen Tabelle dieser Klasse (Zeitraum 1974 bis 1994) belegt der TuS Hessisch Oldendorf den vierzigsten Platz.

### Niedergang und Neuanfang – von den 1990er Jahren bis heute
| Saison     | Liga                       | Platz | Tore   | Punkte |
| ---------- | -------------------------- | ----- | ------ | ------ |
| 2001/02    | Bezirksklasse (Staffel 2)  | 14.   | 41:90  | 22     |
| 2002/03    | Kreisliga                  | 14.   | 36:71  | 23     |
| 2003/04    | Kreisliga                  | 14.   | 33:53  | 33     |
| 2004/05    | Kreisliga                  | 15.   | 43:76  | 23     |
| 2005/06    | Leistungsklasse            | 6.    | 58:47  | 41     |
| 2006/07    | Leistungsklasse            | 13.   | 36:56  | 20     |
| 2007/08    | 1. Kreisklasse (Staffel 2) | 7.    | 63:48  | 41     |
| 2008/09    | 1. Kreisklasse (Staffel 2) | 3.    | 68:28  | 52     |
| 2009/10    | 1. Kreisklasse (Staffel 2) | 1.    | 117:33 | 67     |
| 2010/11    | Leistungsklasse            | 3.    | 59:36  | 48     |
| 2011/12    | Leistungsklasse            | 1.    | 101:20 | 60     |
| 2012/13    | Kreisliga                  | 6.    | 81:58  | 48     |
| 2013/14    | 1. Kreisklasse             | 10.   | 25:58  | 25     |
| 2014/15    | 1. Kreisklasse             |       |        |        |
| ab 2015/16 | Spielbetrieb eingestellt   |       |        |        |

Als die finanzielle Unterstützung durch Gottwald geringer wurde, folgten zahlreiche Abstiege. In der Saison 2001/02 war der Verein als Tabellenvierzehnter dritter Absteiger aus der Bezirksklasse Hameln-Pyrmont. Nach dreijähriger Zugehörigkeit zur Kreisliga stieg man in der Spielzeit 2005/06 in die ein Jahr zuvor neu gegründete Leistungsklasse ab. Ein erneuter Abstieg in die erste Kreisklasse folgte in der Saison 2006/07. Anfang 2007 drohte dem Verein die Insolvenz, die aber abgewendet werden konnte. In der Spielzeit 2009/10 sicherte sich der TuS Hessisch Oldendorf die Meisterschaft und den damit verbundenen Aufstieg in die Leistungsklasse Hameln-Pyrmont. In der folgenden Saison wurde mit Platz 3 der Durchmarsch nur knapp verpasst. In der Saison 2011/12 gelang der 1. Herrenmannschaft das Double. Unter der Leitung von Trainer Tarik Oenelcin holte man ungeschlagen die letzte Meisterschaft in der Leistungsklasse und gewann zum ersten Mal in der Vereinsgeschichte den Kreispokal Hameln-Pyrmont.
Nach dem erfolgreichen Jahr wurde die erste Herrenmannschaft aufgrund zahlreicher Abgänge in die 1. Kreisklasse zurückgezogen. Dort wird seitdem an dem sportlichen Neuaufbau gearbeitet. In der Saison musste der Verein aufgrund von Zahlungsunfähigkeit und des Ausfalls des Hauptsponsors seine Mannschaft zurückziehen und hat einen Insolvenzantrag gestellt.
Der Verein ist Partner des VfL Wolfsburg im Rahmen des Projekts „Anstoß VfL“, welches zum Ziel hat, Kinder und Jugendliche für eine ausgewogene Lebensweise und richtige Ernährung zu begeistern.

## Persönlichkeiten
- Wilfried Ahnefeld
- Andreas Asche
- Günther Blume
- Klaus Bohnsack
- Stefan Eidinger
- Neale Marmon
- Holm Mauritz
- Norman Quindt
- Klaus Wunder